# Recinte fortificat de Paçà

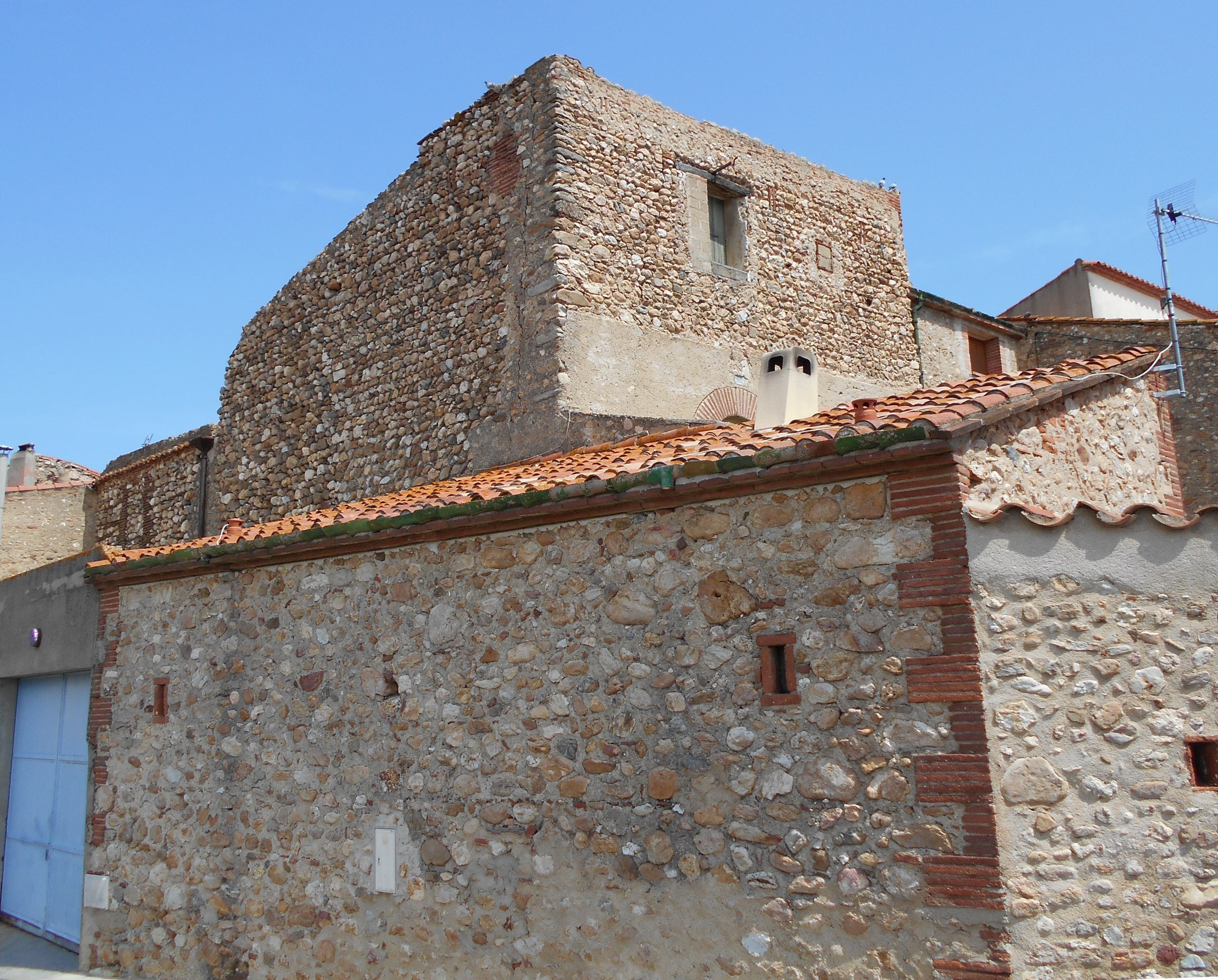
Restes de les muralles de Paçà

El Recinte fortificat de Paçà és el recinte medieval d'estil romànic que envoltava el poble vell de Paçà, a la comarca del Rosselló, Catalunya del Nord.
Envoltava la totalitat del poble vell, amb la cellera primigènia en el seu interior, així com els primers eixamplaments, medievals, del poble.

## Història
El senyoriu de Paçà estigué en mans dels Paçà al segle xii, moment en què es degué fer aquest recinte. Més tard, el senyoriu del poble, i la seva església, passaren a mans del monestir de Santa Maria del Camp.

## Característiques

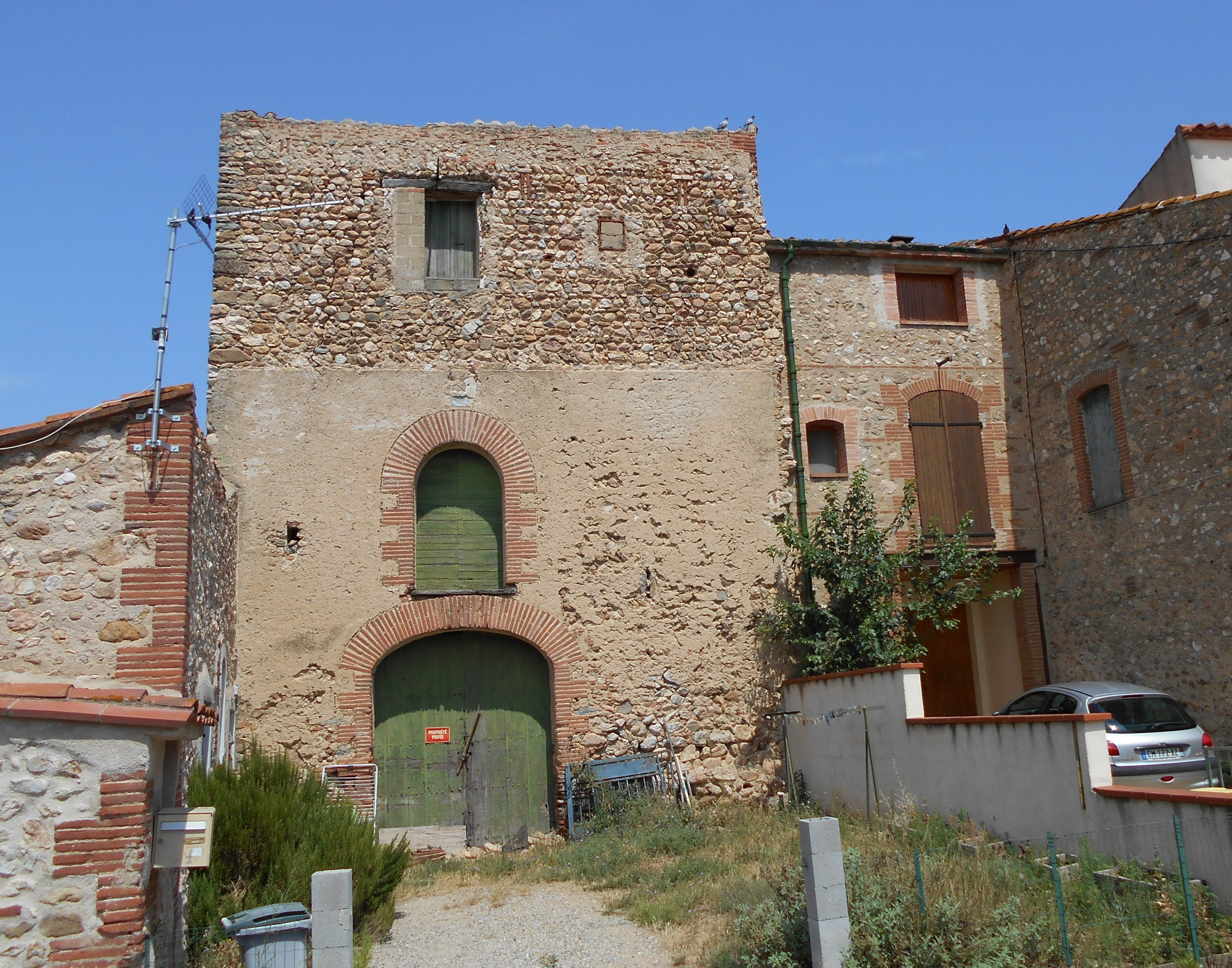
Restes de les muralles

En diversos llocs del poble es conserven restes d'aquest recinte, mentre que molts elements deuen quedar inclosos i amagats en les cases que van ocupar en època moderna l'emplaçament de les muralles. A la plaça de l'església, al costat nord del temple, hi ha una torre portal de base rectangular. Els arcs del portal són de mig punt (l'interior va ser refet amb rajoles), i el passadís d'entrada és de volta de canó. Els carrers de la Tramuntana i de la Muralla presenten algunes parts dels llenços medievals, que arriben en algun punt fins als 9 o 10 metres d'alçària.
Aquesta muralla és feta de grans còdols i de blocs de pedra sense escairar, només trencats, lligats amb morter. En alguns trossos estan posats de forma inclinada.